# 구도 유세이
구도 유세이(일본어: 工藤 祐生, 1986년 4월 5일 ~ )는 일본의 전 축구 선수이다.

## 구단 경력
그는 2009년부터 2018년까지 J리그의 도치기 SC, SC 사가미하라에서 활동하였다.